# Леош Яначек
Леош Яначек (на чешки: Leoš Janáček) е чешки композитор.
Известен е най-вече с оркестровата си пиеса „Синфониета“, както и със своите опери, и е общопризнат като един от най-изтъкнатите композитори на Чехия.

## Биография
Роден е в моравското село Хуквалди в учителско семейство на 3 юли 1854 г. Като дете пее в църковен хор.
На 18 години става учител, след това постъпва в Органната школа в Прага, която завършва през 1876 г. По-късно учи в Лайпцигската и Виенската консерватория. През 1880 г. става преподавател по музика в института за учители в Бърно, като успоредно се занимава с изучаване на народната песен и с обществена работа. Яначек организира Органна школа в Бърно, а по-късно и филиали на Пражката консерватория в този град. Основател е на известните Моравски музикални тържества.
Създава своите 10 опери в продължение на повече от 30 години. Първата му творба е „Шарка“ (1888), поставена върху популярния чешки сюжет, на който Бедржих Сметана написва своята симфонична поема, като тя е сред любимите му, чиято последна обработка е от 1918 г. Яначек завършва операта „Началото на романа“ (1921), а след това работи върху „Йенуфа“ („Нейната заварена дъщеря“) (1904). Оттогава започва активният му творчески период – оперите „Съдба“ и „Пътешествията на пан Браучек“ (по повестта на чешкия писател класик Сватоплук Чех), която му отнема почти десетилетие (1917). За следващата си опера Яначек избира драмата „Бурята“ на руския писател Александър Островски, изнесена с голям успех под името „Катя Кабанова“ през 1921 г. Следват комичната му опера „Хитрата лисичка“ (1923), „Делото Макропулос“ (1925) по пиесата на Карел Чапек и „Из мъртвия дом“ (1928) по „Из записките от мъртвия дом“ от Фьодор Достоевски.
Яначек става известен извън родината си твърде късно, в последните години на живота си. Умира в Острава на 12 август 1928 г.